# 宮崎夏實
宮崎夏實（日语：みやざき なつみ，1993年7月14日—），日本女子花樣游泳运动员。東京都出生，現就讀於日本大学。

## 簡歷
2014年，宮崎夏實參加廣州亞運會花樣游泳比賽，與隊友合作赢得自由組合銀牌。